# Arsène Pint
Arsène Pint (Halle, 7 mei 1933) is een Belgisch voormalig moderne vijfkamper.

## Levensloop
Pint nam deel aan de Olympische Zomerspelen van 1960 te Rome. Hij behaalde daar met 3.242 punten een 54e plaats. Hetzelfde jaar werd hij Belgisch kampioen op de moderne vijfkamp.